# Un uomo contro la morte
Un uomo contro la morte (Dr. Ehrlich's Magic Bullet) è un film del 1940 diretto da William Dieterle. Ebbe una candidatura all'Oscar alla migliore sceneggiatura originale.

## Trama
Biografia del medico Paul Ehrlich che per primo scoprì una medicina che poteva essere utile contro le malattie batteriche fra cui la sifilide.